# Metoda integralna
Metoda integralna (nazywana też niekiedy podejściem integralnym lub metodą genetyczno-integralną) – metoda badawcza w naukach społecznych zaproponowana przez polskiego socjologa Kazimierza Dobrowolskiego. 
Metoda integralna opiera się na założeniu o holistycznym charakterze rzeczywistości społecznej. Ponieważ rzeczywistość ta stanowi nieredukowalną do swoich części całość, należy wypracować metody badawcze pozwalające ją uchwycić w całej różnorodności.  Metoda integralna miała dać podstawy metodologiczne integracji nauk społecznych, których parcelacja i specjalizacja traktowano jako problem.
Uchwycenie złożoności zjawisk społecznych ma być możliwe dzięki:
- krzyżowaniu wyników różnych badań – Dobrowolski postulował korzystanie z wielu różnych technik zbierania danych, a następnie porównywaniu ich wyników. Tym samym należy go uznać za prekursora triangulacji;
- podejściu funkcjonalnemu – w analizach zjawisk społecznych należy uwzględniać czynniki o charakterze demograficznym, ekonomicznym, geograficznym, kulturowym, politycznym, technicznym czy psychicznym. Zjawisk społecznych nie można badać ograniczając się jedynie do jednej z tych płaszczyzn;
- podejściu historycznemu – polegać ono miało na badaniu historycznego podłoża zjawisk. Składa się ono z podłoża geograficznego, demograficznego i kulturowego.

Podłoże kulturowe to takie elementy rzeczywistości społecznej, które zostają odziedziczone po przeszłości i przekazane przez poprzednie pokolenia, a więc m.in. wytwory materialne, sposoby porozumiewania się, wiedza, zwyczaje, wierzenia, stereotypy czy organizacja produkcji.
Metoda integralna stała się podstawą badań historyczno-terenowych, łączących socjologię i historię. 